# Keszeg
Keszeg ist eine ungarische Gemeinde im Kreis Rétság im Komitat Nógrád.

## Geografische Lage
Keszeg liegt in Nordungarn, ungefähr 13 Kilometer südöstlich der Kreisstadt Rétság, an dem Fluss Sinkár-patak. Nachbargemeinden sind Alsópetény, Nézsa, Penc und Ősagárd.

## Geschichte
Keszeg wurde 1412 erstmals urkundlich erwähnt.

## Sehenswürdigkeiten
- Imre-Madách-Büste (Madách Imre-mellszobor), erschaffen von László Koltai
- Römisch-katholische Kirche Szent Imre, erbaut 1706 (Barock)
- Schloss Huszár-Purgly (Huszár-Purgly kastély)
- Szent-Imre-Statue, erschaffen von László Koltai und László Tyukodi

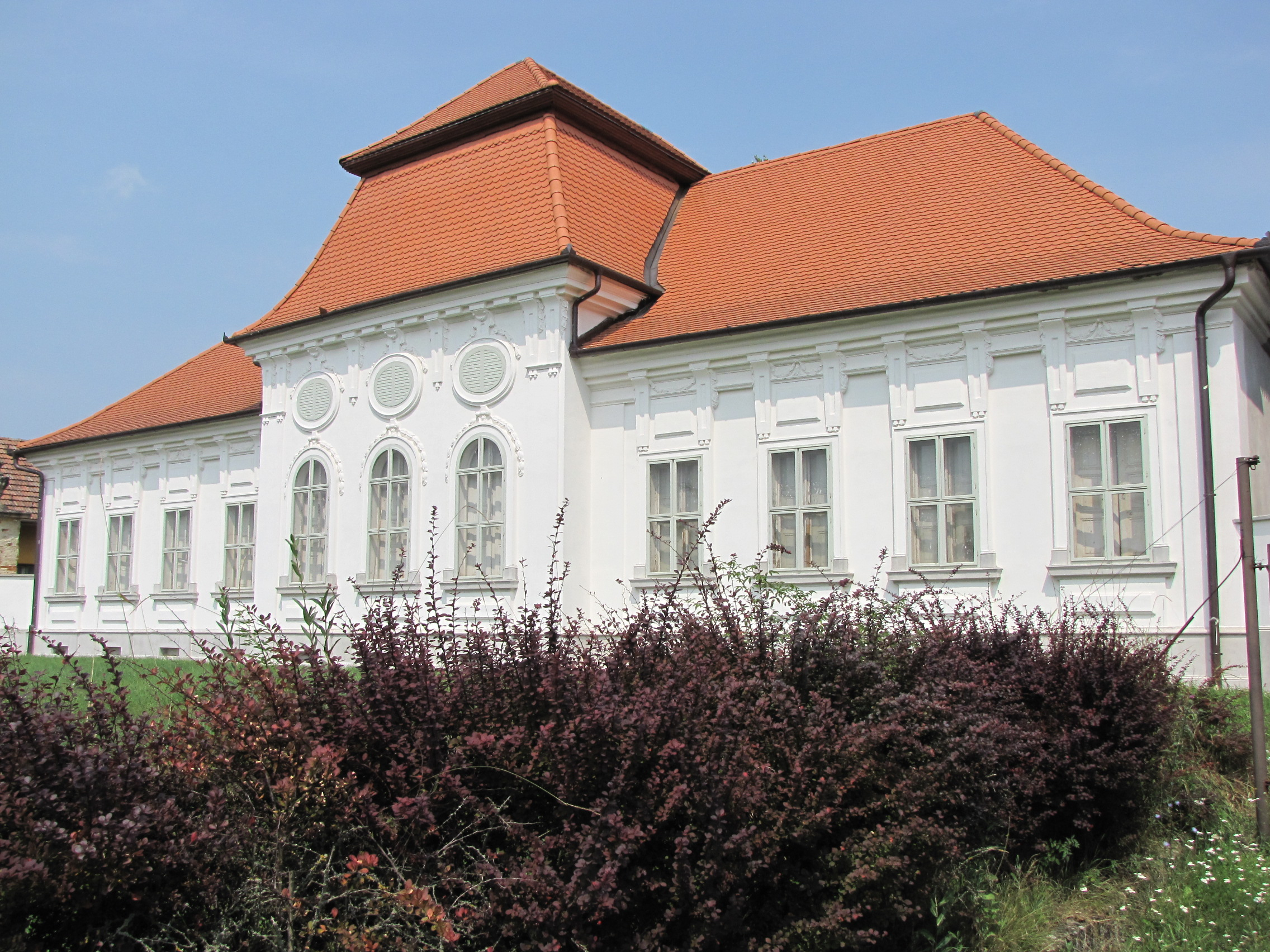
Schloss Huszár-Purgly

## Verkehr
In Keszeg treffen die Landstraßen Nr. 2107 und Nr. 2114 aufeinander. Die nächstgelegenen Bahnhöfe befinden sich südwestlich in Vác und südöstlich in Acsa-Erdőkürt.